# Paul von Davidovich
Paul Freiherr von Davidovich (serbisch-kyrillisch Павле Давидовић; * 1737 in Ofen in der dortigen Gemeinde von Serben; † 18. Februar 1814 in Komorn) war ein österreichischer General und Feldzeugmeister serbischer Herkunft.

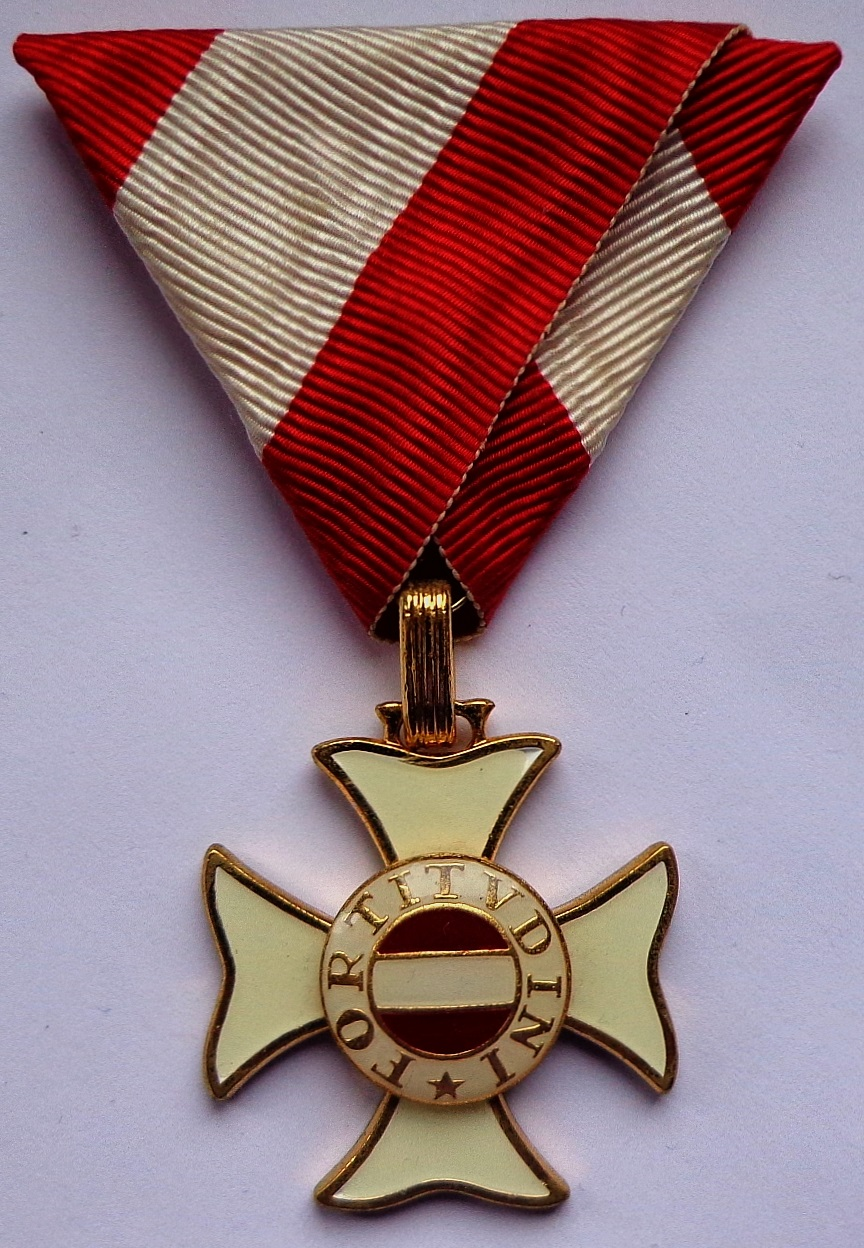
Ritterkreuz des Militär-Maria-Theresien-Ordens

Davidovich trat am 1. Februar 1757 in das kaiserliche Infanterieregiment Erzherzog Karl Nr. 2 ein und diente seit 1757 als Hauptmann im Siebenjährigen Krieg.
Im November 1771 wurde er Major im Infanterie-Regiment Nr. 19, k.k. Infanterie-Regiment Leopold Pálffy des Leopold Stephan Pálffy von Erdőd, ab 1773 k.k. Infanterie-Regiment D’Alton des Richard d’Alton. Mit diesem von Oberst Alvinczy geführten Regiment kämpfte er im Bayerischen Erbfolgekrieg. Am 18. Januar 1779 ermöglichte Davidovich die Eroberung der Festung von Habelschwerdt (heute Bystrzyca Kłodzka). Hierbei gelang ihm die Gefangennahme eines Obersten von Wedel und des Kommandanten der Festung, Generalmajor Adolf Landgraf von Hessen-Philippsthal-Barchfeld. Am 19. Mai 1779 wurde ihm daraufhin das so genannte Kleinkreuz (Ritterkreuz) des Militär-Maria-Theresien-Ordens verliehen. 1780 wurde er in den Freiherrnstand erhoben.
Seit November 1781 war er Oberstleutnant und diente im Infanterie-Regiment Nr. 34.  Am 8. November 1783 wurde er zum Obersten befördert.
Im Russisch-Österreichischen Türkenkrieg von 1787 bis 1792 kommandierte er das Infanterieregiment No. 68 von 1747/6 „Grenzer“ in Petrovaradin. Mit diesem konnte er am 24. April 1788 die Übergabe der Festung Schabatz erwirken. 1789 unternahm er einen Feldzug nach Lipnitza und trieb dort Requisitionen ein. Am 16. Januar 1790 wurde er zum Generalmajor befördert und folgend unter FML Maximilian  Baillet de Latour gegen die aufständischen Belgier nach Flandern geschickt. Von 1792 bis 1794 stand er bei der kaiserlichen Armee in der Österreichischen Niederlande und kämpfte in der Schlacht bei Neerwinden, bei Marchiennes und der Schlacht bei Wattignies gegen die Franzosen. Am 4. März 1796 wurde er zum Feldmarschallleutnant befördert und übernahm anschließend ein Korps in Italien, das sich unter Oberbefehl von Dagobert Wurmser gegen die französische Bedrohung in der Lombardei an der Etsch versammelte. Er drang durch das Etschtal vor und nahm am 5. August an der Schlacht bei Castiglione teil. Davidovich wollte ursprünglich gegen Verona vorrücken, wurde aber am 4. September 1796 südlich von Trient bei Rovereto von Napoleon Bonaparte geschlagen und musste vorübergehend zurückgehen. Im November drang er wieder aus Südtirol in Richtung Trient vor und konnte der isolierten französischen Division des Generals Vaubois am 2. und 7. November 1796 bei Cembra und Calliano empfindliche Verluste beibringen. Am 17. November 1796 konnte er Vaubois bei Rivoli zurückdrängen und auf Pastrengo vorrücken. Die geplante Vereinigung mit Alvinczy bei Verona und auch der zweite Versuch die französische Belagerung von Mantua aufzubrechen und die dort eingeschlossenen Österreicher zu entsetzen, gelang nicht. Während des Zweiten Koalitionskrieges von 1799 bis 1801 hatte Davidovich wiederum höhere Kommandos in Italien inne. Im Feldzug von 1805 kommandierte er den linken Flügel der Armee Erzherzogs Karl in Italien. An der Schlacht von Caldiero hatten seine Truppen keinen direkten Anteil, aber er bedrohte an der Etschlinie die Franzosen unter Massena im Rücken. Er folgte dem Rückzug Karls nach Ungarn und wurde 1806 mit der Inspektion der beiden Festungen im Banat, Peterwardein (heute Petrovaradin) und Semlin (heute als Zemun ein Stadtbezirk von Belgrad) beauftragt. Am 28. Mai 1807 wurde Davidovich zum Feldzeugmeister befördert und wurde darauf Kommandant der Festung von Komorn (heute Komárom). Im Juni 1809 führte er Erzherzog Johann für die Schlacht bei Raab eine Division als Verstärkung zu. Davidovich verstarb am 18. Februar 1814 in Komorn.

## Auszeichnungen
- Militär-Maria-Theresien-Orden für die Erstürmung der Stadt Habelschwerdt am 18. Januar 1779[1]